# Чамерово
Чамерово (карел. Čiamorova) — село в Весьегонском муниципальном округе Тверской области России.

## География
Село расположено на берегу речки Сыроверка в 28 км на юг от центра муниципального округа города Весьегонска.

## История
В 1875 году в селе была построена каменная Казанская церковь с 3 престолами, метрические книги с 1780 года.
В июне 1918 село стало эпицентром вооружённого выступления крестьян против большевиков, известное как Чамеровское восстание.

### Административно-территориальная принадлежность
В конце XIX — начале XX века село являлось административным центром Чамеровской волости Весьегонского уезда Тверской губернии. 
С 1929 года село являлось центром Чамеровского сельсовета Весьегонского района Бежецкого округа Московской области, с 1935 года — в составе Калининской области, с 2005 года — центр Чамеровского сельского поселения, с 2019 года — в составе Весьегонского муниципального округа.

## Население
| 1859 | 1889 | 2010 |
| ---- | ---- | ---- |
| 374  | ↗413 | ↘251 |

## Инфраструктура
В селе имеются Чамеровская средняя общеобразовательная школа, детский сад, офис врача общей практики, дом культуры, библиотека, отделение почтовой связи.

## Достопримечательности
В селе расположена действующая Церковь Казанской иконы Божией Матери (1875).

## Транспорт
Село доступно автотранспортом. Остановка общественного транспорта «Чамерово». 